# Luca Visentini
Luca Visentini (Udine, 1º gennaio 1969) è un sindacalista italiano, segretario generale della Confederazione Internazionale dei Sindacati, eletto al 5º Congresso mondiale dell'ITUC a Melbourne, in Australia, dal 17 al 22 novembre 2022. In precedenza è stato segretario generale della Confederazione europea dei sindacati dall'ottobre del 2015 sino a novembre 2022.

## Biografia

### Inizi
Dopo aver studiato filosofia all'Università di Trieste, nel 1989 diventa membro dell'Unione Italiana del Lavoro (UIL), inizialmente responsabile del lavoro giovanile. Nello stesso anno viene scelto come Segretario Generale dell'Unione Italiana Lavoratori Turismo Commercio e Servizi (UILTUCS) della regione Friuli-Venezia Giulia.
Nel 1996 diventa Segretario Generale dell'Unione Regionale UIL del Friuli Venezia Giulia e membro del consiglio generale del comitato esecutivo della UIL, nonché Segretario Generale della Camera Confederale del Lavoro di Trieste. Tra i diversi incarichi ricoperti si è occupato della contrattazione collettiva e dei salari, del dialogo tra le parti sociali, delle politiche industriali, economiche e del mercato del lavoro, del welfare e dei servizi pubblici, così come della gestione delle risorse umane e della comunicazione.
Nel 1997 opera a livello europeo diventando Presidente del Consiglio Sindacale Interregionale (CSI), che riunisce il Friuli Venezia Giulia, il Veneto e la Croazia, e membro del Comitato di coordinamento dei CSI della CES, del quale diventa vicepresidente dal 2007 al 2011, periodo in cui é attico anche nel Comitato Economico e dell'Impiego della CES.

### Confederazione europea dei sindacati (CES) (2011-2022)

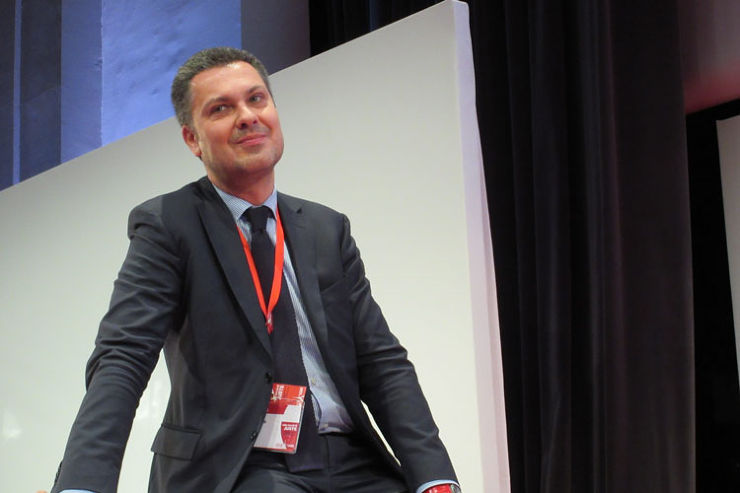
Luca Visentini al Congresso della CES a Parigi, ottobre 2015

Luca Visentini viene eletto Segretario Confederale della CES durante il dodicesimo congresso di Atene del sindacato europeo nel maggio 2011, con i seguenti incarichi: Contrattazione collettiva e politica salariale; Migrazione e mobilità; Istruzione e formazione; Budget dell'Unione Europea, fondi strutturali, coesione sociale ed economica, politiche regionali; CSI e la rete EURES.
Coordina e partecipa alle attività di gruppo dei lavoratori presso il Comitato del Fondo Sociale Europeo; nell'ambito del Dialogo strutturato per i Fondi strutturali e di investimento europei; nel Comitato consultivo per la libera circolazione dei lavoratori; nel Comitato dei Direttori Generali per l'istruzione e formazione professionale; nel Comitato consultivo per l'istruzione e formazione professionale; e nell'ambito del Forum per l'integrazione dei migranti.
Dopo il congresso di Parigi della CES nell'ottobre del 2015, dove viene eletto Segretario Generale, diventa anche Segretario Generale del Consiglio Regionale Paneuropeo (PERC), l'organizzazione regionale della Confederazione Sindacale Internazionale (ITUC-CSI) che rappresenta i sindacati in tutto il continente europeo.
Ha auspicato l'allargamento dell'Unione europea a Ucraina, Moldavia e Georgia e sostenuto l'ingresso delle federazioni sindacali ucraine, moldave e georgiane nella CES.
È stato rieletto Segretario Generale della CES al Congresso di Vienna, nel maggio 2019.

### Confederazione internazionale dei sindacati (2022-presente)
Luca Visentini è stato eletto Segretario Generale dell'ITUC al 5º Congresso mondiale dell'ITUC a Melbourne, Australia, nel novembre 2022.

### Altre attività
Luca Visentini è stato inoltre Presidente dell'ISSES, l'Istituto di Studi Storici Economici e Sociali della UIL di Trieste, dal 2006 al 2011; Presidente dell'ENFAP Friuli Venezia Giulia (Ente Nazionale per la Formazione e l'Addestramento Professionale) dal 2002 al 2006; e membro del consiglio dei Centri di Ricerca Internazionale Elettra-Sincrotrone e AREA Science Park.
Nel tempo libero Luca Visentini è un poeta e scrittore. Ha pubblicato, tra il 2004 e il 2012, quattro libri di poesie e di racconti, e ha diretto numerose associazioni culturali e organizzazioni, attive nel campo della letteratura e del teatro.

## Vicende giudiziarie
Nel dicembre 2022 è stato fermato a Bruxelles dalla polizia belga
accusato di corruzione, criminalità organizzata e riciclaggio di denaro.
Il fermo è in relazione all'inchiesta della Procura di Bruxelles sulla corruzione con cui un Paese del Golfo (il Qatar, ipotizza la stampa) avrebbe tentato di influenzare le decisioni economiche e politiche del Parlamento europeo che lo riguardavano "versando ingenti somme di denaro e offrendo regali importanti a terzi con una posizione politica o strategica importante all'interno del Parlamento europeo".

## Scritti
- Traduzioni perdute, Ibiskos, 2004. (Tradotto in inglese)
- Corridoio 5, Racconti dal caffè di mezza Europa, Danilo Zanetti Editore, 2004.
- Goffi erotismi pagani, Ibiskos, 2007.
- Prima della rivoluzione, Lietocolle, 2012.